# Lorenzo Pérez Temprado
Lorenzo Pérez Temprado (Épila (comarca de Valdejalón), 11 d'agost, 1865 – Favara de Matarranya (Baix Aragó-Casp), 10 de desembre, 1954), fou un arqueòleg, historiador i secretari d'Ajuntament aragonès.
Lorenzo Pérez Temprado, era fill de mestre de primer ensenyament. Va treballar al Diari d'Avisos mentre cursava la mateixa carrera a Saragossa.
Traslladant-se el 1890 a la Puebla de Híjar on va treballar com a mestre i als dos anys va passar a ser secretari d'Ajuntament de la mateixa localitat fins al 1897; des d'aquesta data i fins al 1921 ho va ser de Massalió, any en què es va incorporar a l'Ajuntament de Fábara, municipi on es jubilarà voluntàriament el 1932. Va compaginar la seva ocupació municipal amb l'estudi de la cultura, la història i sobretot l'arqueologia dels pobles del Baix Aragó.
Va ser un dels fundadors i redactor-administratiu del Butlletí d'Història i Geografia del Baix Aragó de curta vida (1907-1909), la difusió del qual va impel·lir l'Institut d’Estudis Catalans (Barcelona) a excavar a la zona sota la direcció de Bosch Gimpera entre 1914 i 1923. Pérez Temprado els va facilitar la alguns de Mazaleón (Les Escodins Altes i Baixes, el 1915 i la Necròpolis i poblat de Sant Cristòfol i Piuró del Barranc Fons el 1916 i 1917) i Casp (La Tallada o Rocatallada i Palerm el 1916).
Va prospectar entre Cretes i Calaceite Els Castellans i a Chiprana i Casp el 1916. El 1917 va descobrir les pintures rupestres dels Secans i el 1920 les del Salbime. Els materials d‟aquests jaciments van arribar al Museu Arqueològic de Barcelona (Actual Museu d’Arqueologia de Catalunya).
La Junta Superior d'Excavacions Arqueològiques el va nomenar per excavar Azaila (1918 a 1922), Roquizal del Rullo(1923-1924), Singlos de la Muntfalla, tots dos a Fabara (1925-1928) i Tossal del Moro de Pynyeres (Batea) Aguiló lliurant els materials al Museu Arqueològic Nacional. Fortea, actiu restaurador del Museu Arqueològic Nacional i estret col·laborador de Cabré.
Va ser corresponsal del Club Montanyenca a Barcelona (1914), corresponent de la Reial Acadèmia de la Història (1919), de la Reial Acadèmia de Nobles i Belles Arts de Sant Luis de Saragossa (1924), de la Institució Ferran el Catòlic (1946), membre de la Societat Espanyola d'Antropologia, E92 Premi dels Jocs Florals de Saragossa pel seu treball “Sobre el segell i història de la vila de Mazaleón” i aquest Ajuntament li va rendir un homenatge el 1927.

## Distincions[4]
- 1903. Premi als Jocs Florals de Saragossa pel treball «Segell primitiu de l'Ajuntament de Massalió».
- 1914. Corresponsal del Club Montanyenc, de Barcelona.
- 1919. Corresponent de la Reial Acadèmia de la Història.
- 1924. Corresponent de la Reial Acadèmia de Nobles i Belles Arts de Sant Lluís, de Saragossa.
- 1927. Homenatge de l'Ajuntament de Massalió.
- 1927. Membre de la Societat Espanyola d'Antropologia, Etnografia i Prehistòria.
- 1946. Conseller corresponent de la Institució «Ferran el Catòlic».
- Té un carrer a Fabara.